# Pleistodontes nigriventris
Pleistodontes nigriventris är en stekelart som först beskrevs av Girault 1915.  Pleistodontes nigriventris ingår i släktet Pleistodontes och familjen fikonsteklar. Inga underarter finns listade i Catalogue of Life.